# المواصلات في كردستان العراق
تنقسم طرق المواصلات في إقليم كردستان الجنوبي أو كما يسمى في الدستور العراقي كردستان العراق إلى فرعين :طرق برية وطرق جوية

## الطرق البرية[1]
- طريق أربيل-دهوك-زاخو-تركيا
- طريق أربيل-كركوك-بغداد
- طريق أربيل-سوران-إيران
- طريق أربيل-السليمانية-إيران
- طريق أربيل-السليمانية-كلار-إيران
- طريق أربيل-دهوك-سنجار-سوريا

## الطرق الجوية
الطرق الجوية في كردستان فهي حديثة العهد ولكنها نشطة جداً ويوجد في كردستان مطاران دوليان هما مطار أربيل الدولي ومطار السليمانية الدولي وهناك مطار كركوك الدولي الذي ما زال قيد الإنشاء.

## رواط خارجية
- موقع مطار اربيل الدولي
- السفر إلى كردستان
- موقع مطار السليمانية الدولي